# Герб Краснодара
Герб Катеринодара — геральдичний символ міста Катеринодар Російської Федерації.

## Опис герба
2.1. Геральдичне опис:
У четверочастний щиті червлений (червоний) Сердцева щиток, тонко облямований золотом, і в ньому коронований вензель Катерини II того ж металу.
У першій і четвертій частинах в золотому полі червоні мури з наскрізною аркою воріт і двома вихідними по сторонах вежами, на які спирається лапами чорний двоголовий орел, коронований трьома золотими імператорськими коронами, на грудях якого в червленому щиті звернений вліво вершник у срібних обладунках на коні того ж металу, що вражає списом зверненого і обернулася чорного крилатого змія.
У другій і третій частинах в срібному полі золота отаманська булава поверх складених навхрест срібних бунчуків на золотих держаках з наконечниками у вигляді копейного вістря, що виходить з півмісяця, і поверх усього два також складених навхрест лазуровий (синіх, блакитних) прапора із золотими коронованими вензелями імператриці Катерини II і імператора Павла I (друга частина) і імператорів Олександра I та Миколи I (третя частина).
Зелена облямівка обрамлена 59 золотими шестикутна зірка. Щит увінчаний золотою баштової короною з п'ятьма видимими зубцями, оточеної по заручуся золотим лавровим вінком.
Щитотримачі — два чорноморських козака, що стоять на зеленій землі. Правий одягнений у форму лейб-гвардії Чорноморського ескадрону часів імператора Олександра I, лівий — в форму лейб-гвардії Чорноморського козацького дивізіону часів імператора Миколи I. Кожен вільною рукою тримає спис, поставлений на землю.
2.2. Обґрунтування символіки Герба муніципального освіти місто Краснодар
Герб міста складений на основі історичного Герба міста Катеринодара, височайше затвердженого в 1849 році.
Зображення на Гербі мурів символізує Катеринодарську фортецю, відкриті ворота — символ дружелюбності та відкритості міста. Отаманська булава символізує столицю Чорноморії, резиденцію отамана Чорноморського козацького війська, бунчуки — символи чорноморського козацтва. Чотири перехрещуються прапора, з вензелями імператриці Катерини II, імператорів Павла I, Олександра I, Миколи I, подаровані війську імператорами на момент прийняття Герба, символізують заслуги чорноморського козацького війська. Золотий вензель імператриці Катерини II говорить про те, що місто було названо Єкатеринодаром на її честь. 59 золотих зірок символізують кількість козацьких станиць в чорноморському козацькому війську в 1849 році.
Золотий колір поля Герба — колір багатства, символ могутності, віри, знатності, сталості, міцності.
Срібний колір поля Герба — колір чистоти, правдивості, благородства.
Червлений колір — символ любові, мужності, сміливості, великодушності.
Чорний колір — мудрості, обережності, сталості.
Лазуровий — чесність, вірність.
Зелений колір — символ надії, достатку, оновлення життя і здоров'я.
Герб може використовуватися і без щитотримачами у вигляді коронованого щита. або у вигляді щита без корони.

## Історія

### Проєкт 1842р.
Створення проєкту герба Катеринодара 1841 року було доручено осавулу Івану Чорницю. 15 травня 1842 І. Черник рапортував, що склав проєкт і передав для розгляду Директору департаменту військовий поселень. 20 грудня 1843 І. Чернік представив проєкт Катеринодарського герба.
|  | Головний елемент герба, щит, був прийнятий п'ятидільний. В центрі великого щита розташований малий, від кутів якого в кути основного йшли діагоналі, що ділять його на чотири частини. На червоному полі малого щита був виконаний вензель Катерини II і дата - «1794». У золотому полі верхній частині розташовувався чорний двоголовий орел, який означав заступництво імперії Чорноморському війську. В нижній частині була алегорично представлена Катеринодарська фортеця над рікою, за якою «черкес, відстрілюючись, віддаляється в гори». Над фортецею височіла отаманська булава, два бунчука і прапори, подаровані війську Катериною II, Павлом I, Олександром I і Миколою I. Булава означала місцеперебування головного начальника війська, а бунчуки і прапори - заслуги війська в турецьких війнах. З боків малого щита були зображені два чорноморські козаки: один - у однострої періоду царювання Олександра I, другий - в обмундируванні епохи Миколи I. Великий щит оточувала зелена облямівка із золотими зірками по числу чорноморських станиць |

Проте, даний проєкт так і не був затверджений.

### Герб 1849 року
Історичний герб Катеринодара, затверджений 14 (26) вересня 1849 року. Опис герба:
|  | Щит з обвідкою почетвертовано: у першому і четвертому золотому чвертьполях — фортеця червоного кольору, над якою чорний двоголовий орел, що має на грудях Московський герб; у другому і третьому срібному чвертьполях — по два навхрест покладених прапори блакитного кольору з вензелями імператриці Катерини II, імператора Павла I, Олександра І і Миколи I; між прапорів отаманська булава і два бунчуки; у червоному щитку вензель імператриці Катерини II і 1794 рік; у зеленій облямівці 59 золотих зірок, що показують чисельність козачих станиць в Чорноморскому війську. Над щитом золота міська корона; щит підтримують два Чорноморські козаки: з правого боку — одягнутий в давній однострій, а з лівого — в теперішній |

### Проєкт 1868 року
1868 року геральдист Кене підготував новий проєкт герба Катеринодара:
|  | У зеленому щиті золотий зубчастий мур з 2 такими ж круглими вежами з відкритими воротами і чорними швами. Над вежею золотий пернач між 2 срібних бунчуків із золотими вістрями на золотих ж держаках. В золотий чолі щиті чорний виникаючий імператорський орел, що має на грудях Кавказький хрест. Щит увінчаний золотою баштової короною про три зубці. Щит оточений золотими колосками, з'єднаними Олександрівською стрічкою |

Даний проєкт так і не був затверджений.

### Радянський герб
У травні 1966 року рішенням Краснодарського міськвиконкому був оголошений конкурс на найкращий значок, емблему та герб м. Краснодара. Умови конкурсу затверджені міськвиконкомом 22 січня, конкурс проходив з 1 травня по 1 липня 1966 Всього було представлено 300 ескізів.
Новий «радянський» герб Краснодара створений у 1967 році. Офіційно затверджений Рішенням виконкому Краснодарського міської Ради народних депутатів 26 жовтня 1979 року. Автор проєкту — І. Бассанський. Опис герба:
|  | Герб формою нагадує давньоруський щит. Це данина історії. Вгорі витягнулася червоно-синя смужка з серпом і молотом - прапор Російської Федерації. Внизу герба - бронзова зубчаста шестерня, що говорить про розвиток машинобудування, однією з основних галузей народного господарства міста. В першу чергу це завод імені Сивина, який виробляє 60% світового випуску токарно-карусельних верстатів з діаметром обробки деталей до 3 метрів, заводи "Краснодарсельмаш", "Жовтень" та інші. Поряд з шестернею видно силуети підприємств, які говорять про розвиненою нафтової, газової та хімічної промисловості. У центрі герба розташований золотий пшеничний колос, який символізує Кубань як житницю Російської Федерації. Праці видатних краснодарських селекціонерів академіків П.П.Лукьяненко, В.О.Пустовойтова, М.І.Хаджінова, виведені ними високоврожайні сорти пшениці, соняшнику, кукурудзи широко відомі в нашій країні та за її межами. Деталі герба вимальовували на яскраво-зеленому фоні, що підкреслює, що Краснодар - місто квітів, зелені, садів |

На сувенірних значках забарвлення герба іноді була іншою: великий щит червоний, малий — синій. Могли додаватися додаткові деталі, — наприклад, гілка яблуні.

### Відродження історичного герба
5 липня 1996 Думою Краснодара був відновлений історичний герб Краснодара. Його повна версія включала корону і щитотримачі. Малий герб являв собою тільки щит (навіть без облямівки). На бланках використовувався герб у вигляді щита з облямівкою, під короною, без щитотримачами.
16 грудня 1999 року було затверджено малий герб Краснодара, тепер уже з каймою і короною (правда, в Статуті міста, прийнятому 19 липня 2003 рішенням міської Думи Краснодара № 37, вміщено опис герба 1996 …).
Цитата із Статуту Краснодара (2003):
|  | Історичний герб міста прийнятий 3 вересня 1849 і являє собою щит, розділений хрестоподібно на чотири рівні частини, в першій і четвертій в золотому полі фортеця червленого кольору; над однією двоголовий орел, що має на грудях московський герб, у другій і третій частинах в срібному поле по два навхрест покладені прапори блакитного кольору з вензелями імператриці Катерини II, імператорів Павла I, Олександра Благословенного і імператора Миколи I, між знамен отаманська булава, а по боках її два бунчука, посередині поміщений малий червлений щит, на якому вензель імператриці Катерини II і дата 1794 рік. Над щитом золота міська корона; щит підтримують два чорноморських козака: з правого боку одягнений в колишню форму, а з лівої сторони в цій формі; герб оточений зеленою облямівкою, на якій 59 золотих зірок, що показують число козацьких станиць у Чорноморському війську . Положення про герб приймається міською Думою. |

У 2004 році геральдична комісія Краснодара вирішила внести в композицію герба зміни: пропонувалося виключити зі щитка цифри «1794», залишивши тільки вензель імператриці, увінчати герб п'ятизубцовою короною тощо
Рішенням № 70 Думи Краснодара 7 липня 2005 встановлений (в який вже раз) герб міста Краснодара, його опис і порядок офіційного використання.

## Галерея

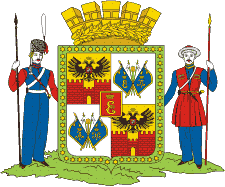
Герб (1849 рік)
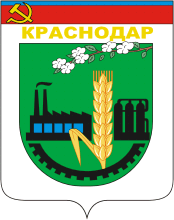
Герб (1967 рік).
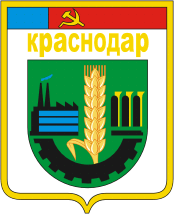
Герб (1979 рік).
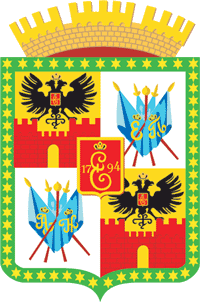
Герб (1999 рік).
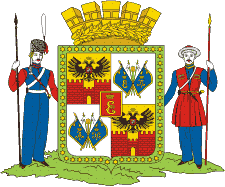
Герб (2005 рік).